# Källhänvisning

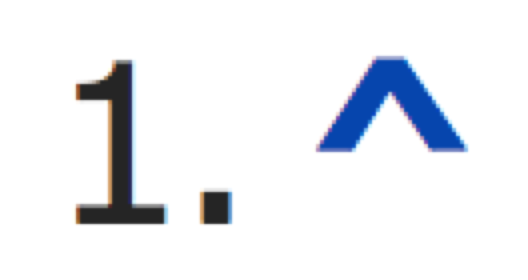
Källhänvisningar listas med inledande nottecken.

En källhänvisning är en referens till källskrifter. Den innehåller uppgifter som författaren använt som belägg för sin text, och källhänvisningen gör det möjligt för läsaren att kontrollera uppgiften eller bedöma dess trovärdighet. Källhänvisningarna listas i slutet av ett avsnitt, en text eller en publikation, med en unik referens via nottecken eller, som i Harvard-, MLA-, APA- och Vancouversystemen, författares efternamn följt av publiceringsår, till den källbelagda delen av texten. Listan med källhänvisningar (referenslista, notförteckning, notapparat) kompletteras ofta av en källförteckning där textens alla källor räknas upp och förtydligas.
Källhänvisningar kan gälla så väl skriftligt som muntligt material. De kan gälla till exempel böcker, tidningar, tidskrifter, webbsidor eller (publicerade) intervjuer.

## Nottecken och notapparat
Källhänvisningar markeras i Oxford-systemet med fotnoter (eller slutnoter), det vill säga ordnade nummer eller bokstäver som är direkt kopplade till motsvarande nottecken i texten. Ofta används siffror för att numrera de olika fotnoterna, medan separata förteckningar med kommentarer exempelvis kan markeras med bokstavsnoter. Listan med noter kallas ofta för notapparat.

## Källförteckning
Källförteckningen är en lista (förteckning) över källor (böcker, tidskrifter, dokument, filmer, ljudinspelningar med mera) som används i en vetenskaplig skrift. Antingen placeras källförteckningen efter varje avsnitt av texten eller efter hela texten (fast före eventuella bilagor).
Oftast listas källorna alfabetiskt efter efternamnet på författaren eller utgivaren samt efter typ av medium som används. I slut- eller fotnoterna görs i regel en källhänvisning, med exempelvis sidnummer, som refererar till motsvarande källa i källförteckningen.

### Opublicerat material
Man ser ibland källhänvisningar till opublicerat material (skriftligt eller muntligt). Det är i så fall viktigt att man förtydligar så långt som möjligt vad det är för en typ av källa, noterar att källan är opublicerad och placerar den i en separat listning.
Ibland anser man att opublicerat material inte ska listas bland källorna eftersom det materialet knappast kan kontrolleras. I så fall kan man istället referera till källan via en fotnot (av typen kommentarnot, att skilja från en källnot som noterar en uppenbar källa). Opublicerat material kan dock finnas tillgängligt, till exempel arkiverat hos artikelförfattaren eller vid den institution där artikelförfattaren verkat.

## Akademiska referenssystem
Det finns olika sätt att formatera källförteckningen och de olika källhänvisningarna. De tre vanligaste kallas Harvardsystemet,  Oxfordsystemet och Vancouversystemet. Alla tre använder författare och (vid behov) årtal för att identifiera källan. I huvudsak kan två huvudsakliga grupper urskiljas: nothänvisnings-system och texthänvisnings-system. Gemensamt för bägge är att systemen innehåller två komponenter: hänvisning och källförteckning.

### Nothänvisnings-system
I notsystemen hänvisas källan med ett tecken efter den källbelagda uppgiften (exakt placering och vilken typ av tecken som brukas beror på vilket system som används). Noterna presenteras sedan antingen löpande i form av sid- eller fotnoter, samlade som avslutning på kapitel eller samlade i ett eget kapitel i slutet av boken.
Oxford- och Vancouver-noterna skiljer sig främst från varandra genom sättet att markera nottecknen; den förstnämnda skriver dem som siffror i upphöjt läge direkt efter texten, medan den sistnämnda skriver dem som siffror inom hakparentes. Vancouversystemets nottecken placeras före en punkt eller motsvarande tecken och med mellanslag till föregående text. I Oxfordsystemet placeras nottecknet direkt efter punkten.
Den stora skillnaden mellan Oxford och Vancouver ligger i källförteckningen, som i Oxford är alfabetiskt uppställd medan Vancouver istället använder löpande numrering för varje källa genom hela texten, vilket leder till en lång, numeriskt uppställd referenslista som inte kan delas upp beroende på typ av källa.

### Texthänvisnings-system
Här skrivs hänvisningarna istället ut direkt i den löpande texten, med en fullständig källförteckning antingen i slutet av kapitlet eller samlat i slutet av boken.
Harvard använder inte fotnoter alls, utan källhänvisningen sker direkt i den löpande texten (med källhänvisningen inom parentes). Harvard placerar årtalet direkt efter det inledande författarnamnet, medan Oxford sätter det senare i texten – efter förlag/tryckort (förlag/förlagsort). En variant av Harvard, som liksom den placerar hela källhänvisningen direkt i texten och inom parentes, är APA-systemet.
I källförteckningen sätter Harvard årtalet inom parentes medan Oxford placerar det mellan kommatecken.

### Exempel
- Oxford – Text text text text.1 + Annan text och text.2
- Oxford (notförteckning) – 1 Förnamn Efternamn, Boken, Förlaget, Ort, 2006, s. 78. + 2 Efternamn s. 79.
- Vancouver – Text text text text [1]. + Annan text och text [2].
- APA/Harvard – Text text text (Hedin, 2008, s. 71).

### Användning på Wikipedia
Wikipedias olika upplagor använder ofta källhänvisningar som baseras på en kombination av Oxford (upphöjd siffra) och Vancouver (inom hakparentes). I en Wikipediaartikel markeras ofta upprepade hänvisningar till samma källhänvisning genom samma nottecken. Listningen av källorna i referenslista och källförteckning varierar men är ofta av antingen Harvard- eller Oxfordtyp.